# T2 3-D: Battle Across Time
T2 3-D: Battle Across Time ist ein Kurzfilm aus dem Jahre 1996.
Es handelt sich dabei um eine Nachgeschichte zu Terminator 2 – Tag der Abrechnung, die ursprünglich als Attraktion für die Universal Studios Hollywood produziert wurde. Der Film war James Camerons erste Auseinandersetzung mit der 3D-Technik.
Die Gesamtkosten der Produktion betrugen 60 Millionen US-Dollar. Pro Filmminute gerechnet handelte es sich um den teuersten Kurzfilm der Filmgeschichte.
Dieser Kurzfilm wurde in 3D auf 70-mm-Film mit 30 Bildern pro Sekunde gedreht. Anders als viele spätere 3D-Produktionen (welche in der Postproduction digital konvertiert wurden), handelt es sich bei T2 3-D um eine mit 2 Kameras simultan gedrehte „echte“ 3D-Produktion (eine Kamera je Auge). Eine Besonderheit ist, dass durch die Verwendung von drei Leinwänden, ähnlich dem Cinerama-System, im weiteren Verlauf der Show ein überbreites Bild erzeugt wird sowie zusätzlich Schauspieler live auf einer Bühne zu den Filmszenen passend interagieren. Hierfür sind für jede der drei Leinwände jeweils zwei 70-mm-Projektoren notwendig um die 3D-Wiedergabe zu ermöglichen. Alle 6 Projektoren müssen hierbei absolut synchron laufen, um die Stereowirkung nicht zu zerstören und eine kontinuierliche Handlung über alle Leinwände hinweg zu ermöglichen.

## Handlung
Der Film beginnt mit einer Vorführung der Entwicklungsfirma Cyberdyne. Es folgt ein kleiner Werbefilm, in dem Shaquille O’Neal kurz zu sehen ist.
Später werden die Gäste gebeten, Sicherheitsbrillen – es handelt sich dabei um 3D-Brillen – aufzusetzen. Ein T-1000 taucht auf und verfolgt Sarah und John Connor. Ein Terminator der Serie T-800 (Modell 101) kommt den beiden zur Hilfe und fährt mit John auf einem Motorrad auf die Leinwand zu. Die beiden befinden sich auf einmal in der Zukunft. Dort versuchen sie, Skynet außer Gefecht zu setzen.